# Mapučové
Mapučové, dříve také Araukáni nebo Araukánci (španělsky mapuches nebo araucanos), jsou etnická skupina jihoamerických indiánů v oblasti jižních And a Patagonie. V současnosti jich žije necelých 900 000 osob, většina v Chile, menší část (asi 50 000 osob) v Argentině. Část Mapučů ovládá řeč mapučštinu (mapudungun).

## Historie

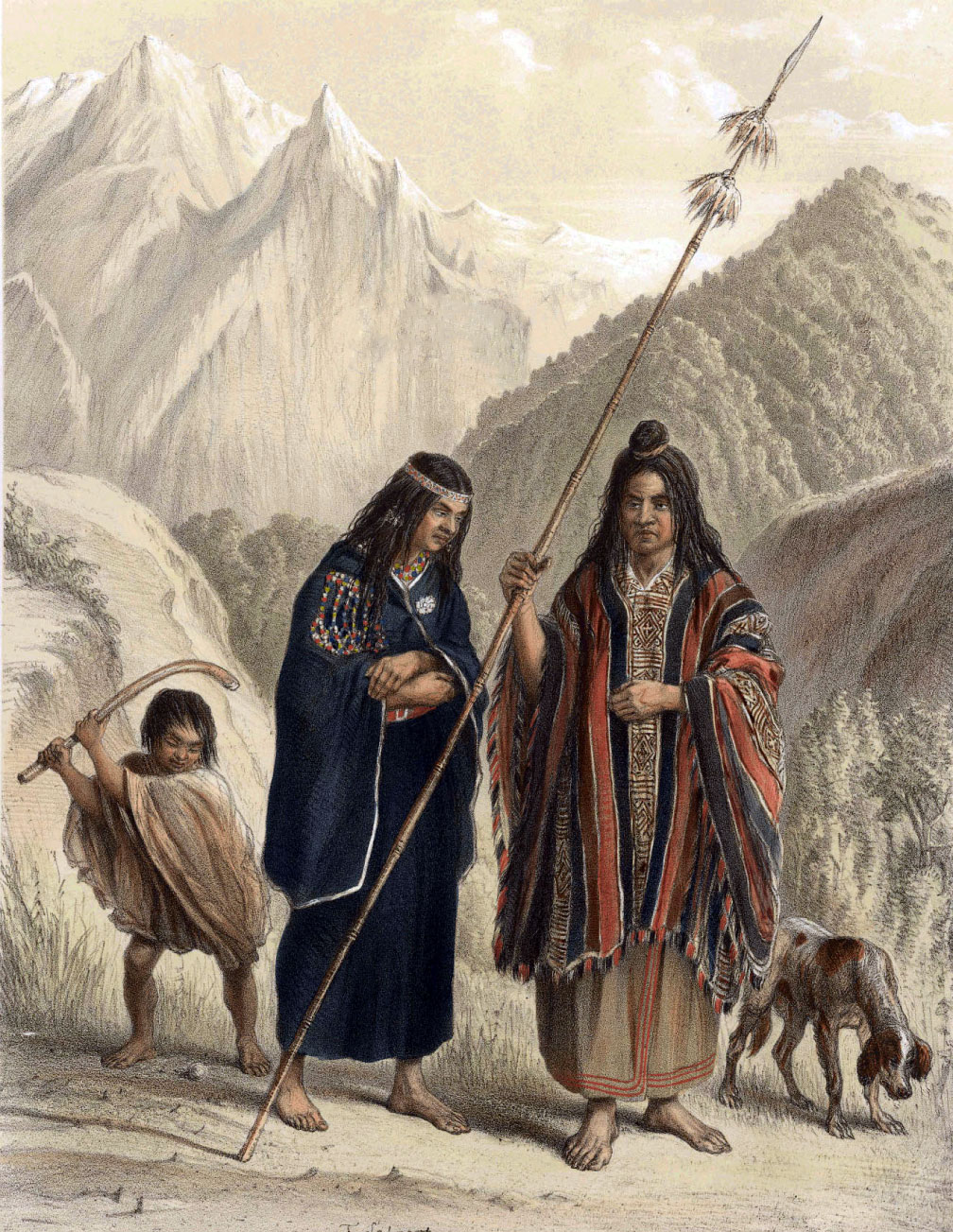
Vyobrazení Araukánů z roku 1854

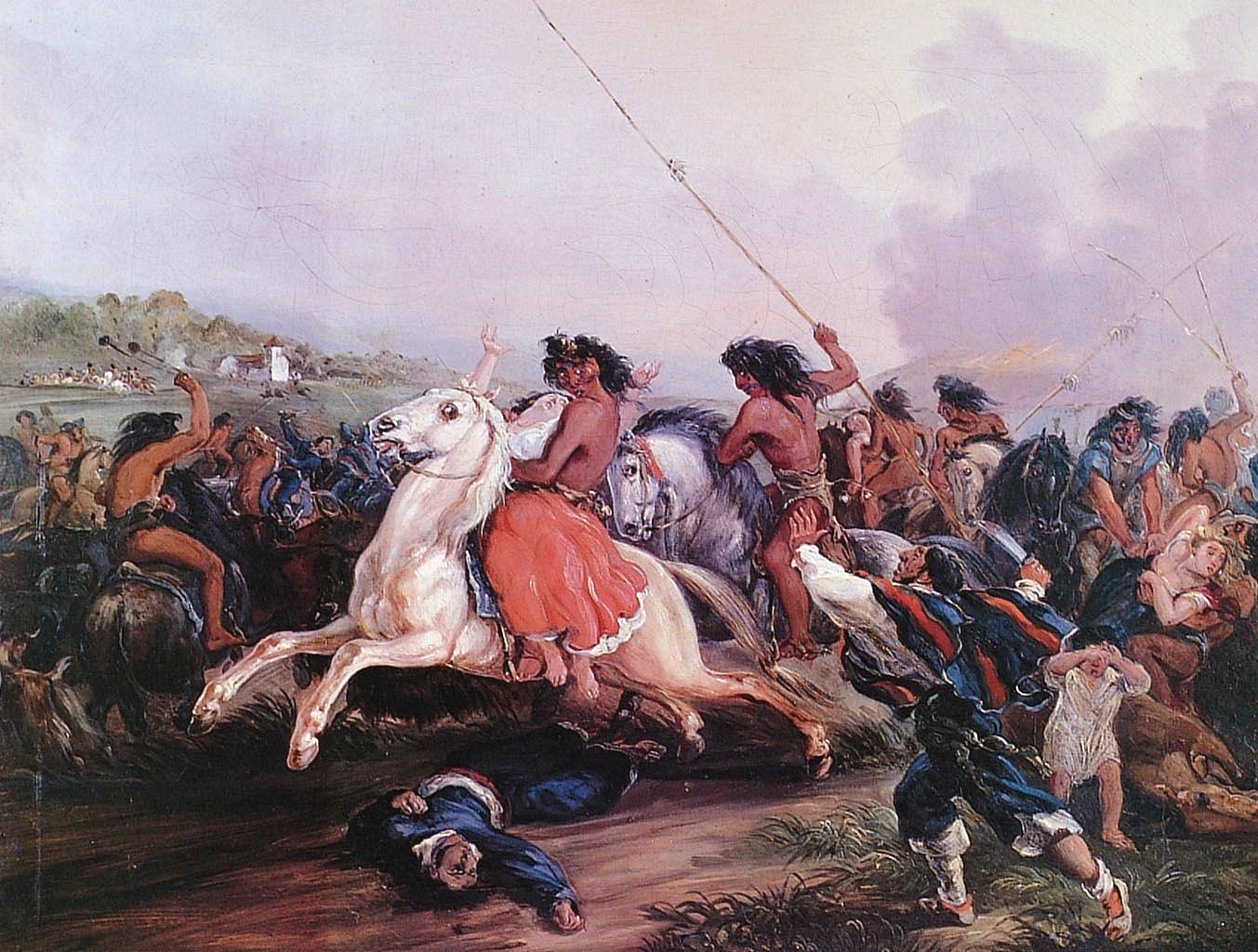
Araukáni unášejí chilské ženy během nájezdu v 19. století

V 15. století se Mapučové střetli s Inky. První kontakty Mapučů s bělochy se datují do první poloviny 16. století, kdy na jejich území pronikl z Peru španělský conquistador Pedro de Valdivia. Mapučové pod vedením náčelníků Caupolicána a Lautara kladli dobyvatelům tuhý odpor. Sám Valdivia byl roku 1553 po prohrané bitvě Mapuči zajat a usmrcen. Na straně Mapučů se v bojích se Španěly vyznamenal toki (náčelník) Lautaro, který se od Španělů naučil chovu koní a měl hlavní podíl na porážce Valdivii. Další významný toki Caupolicán byl roku 1558 Španěly zajat a umučen, oba jsou pokládáni za národní hrdiny Chile. Války s Mapuči, tzv. „Araukánské války“ pokračovaly po celé 16. , 17. a 18. století, aniž by Španělé dosáhli výraznějšího úspěchu. Boje pokračovaly i po vyhlášení nezávislosti Chile roku 1818. Na rozdíl od většiny ostatních domorodých etnických skupin jižní Ameriky se tedy Mapučům dlouhou dobu dařilo udržet politickou nezávislost. Jejich území se stalo součástí Chile až po anexi v 80. letech 19. století a ještě roku 1934 proběhlo jejich velké povstání, které však bylo potlačeno.

## Způsob života

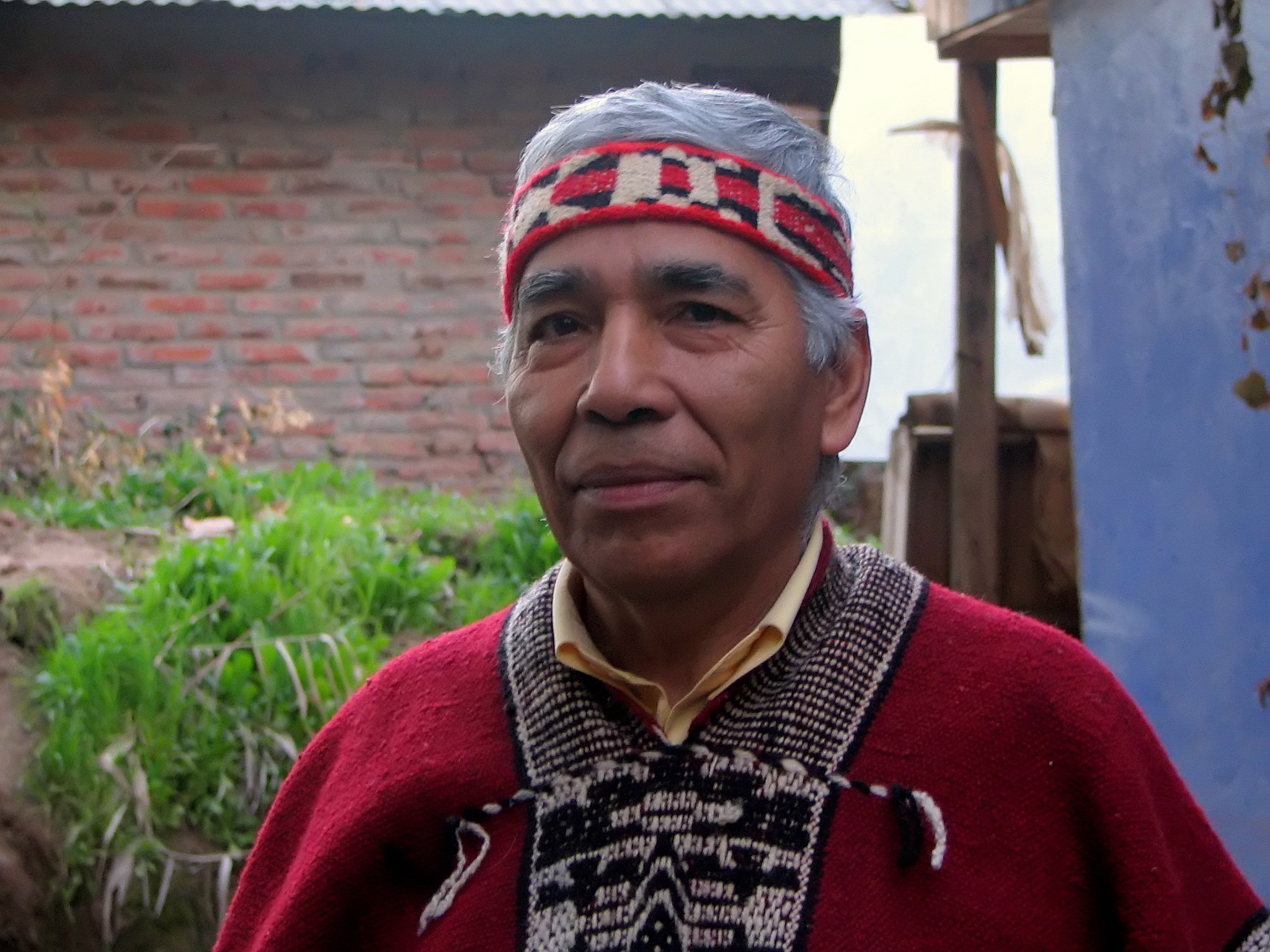
Mapuč

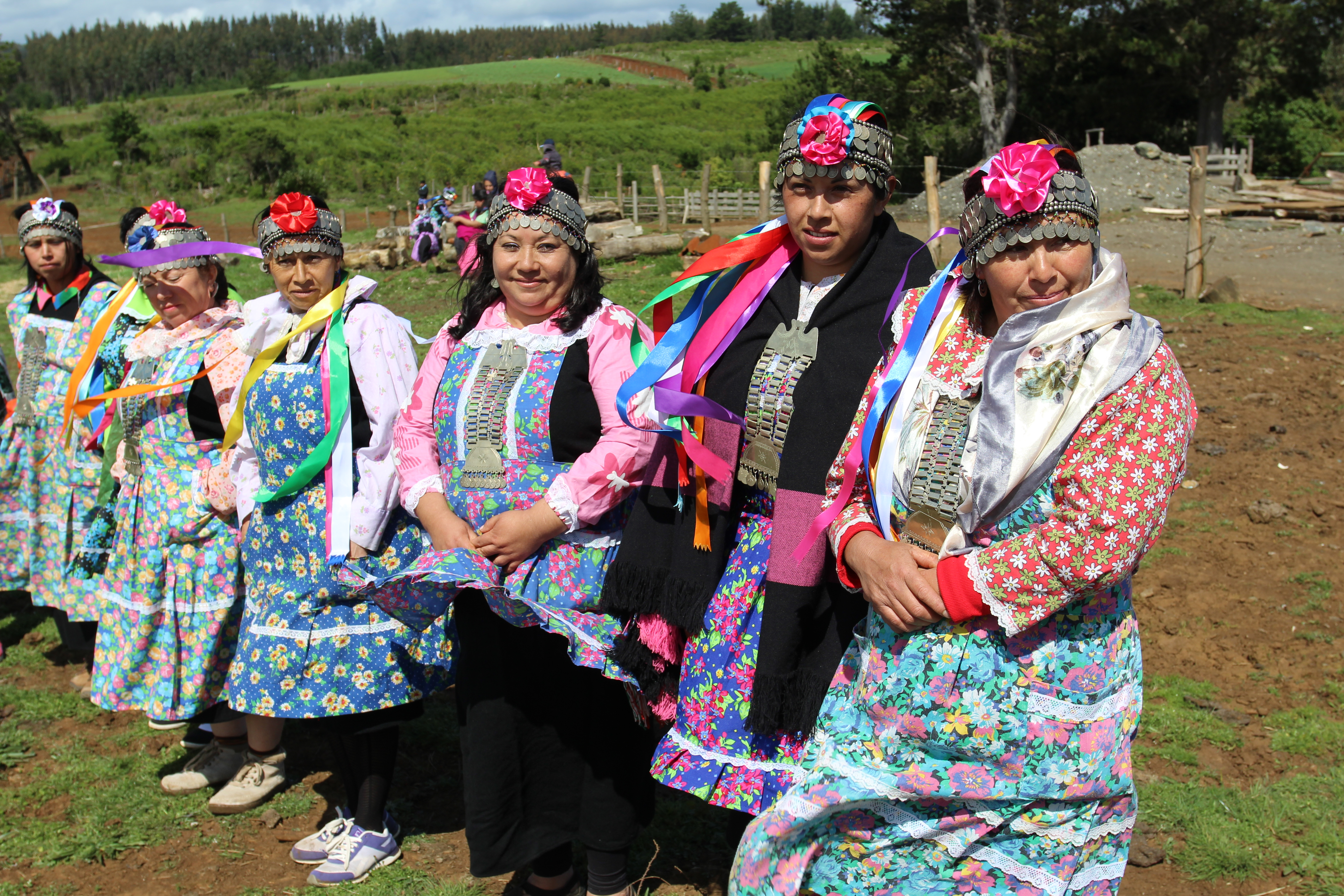
Mapučské ženy

Mapučové žili v malých rodinných osadách, tvořených dřevěnými či hliněnými domy. Ústřední moc představovali náčelníci toki (toqui, tj. "ti, kdo mají sekeru"), volení pro období války. Symbolem jejich moci byla sekera zhotovená ze surové mědi.
Původně lovci a sběrači, jejichž hlavní potravou byla zvěřina, ryby a oříšky blahočetu chilského, se během 15. století pod vlivem Inků naučili chovu lam a zemědělství, zvláště pěstování quinoy a brambor. Později převzali od Španělů chov ovcí, drůbeže (plemeno araukana) a zejména koní, stali se z nich vynikající jezdci a jejich kultura nabyla podobných rysů jako kultura prérijních indiánů v Severní Americe. Obývali pravoúhlé chýše ze dřeva, hlíny a drnů, nazývané roka, popřípadě otevřené kožené stany toldo. Jejich oblíbenou zbraní byly oštěpy a šípy s měděnými hroty, ale zejména bola, zbraň z kamenných nebo kovových koulí spojených řemeny. 
Jejich typický oděv tvořila u mužů bederní zástěrka a pončo, u žen vlněná nebo kožená sukně a rovněž pončo. Oděv, zejména u náčelníků a šamanek, doplňovaly stříbrné ozdoby. Vlasy nosila obě pohlaví dlouhé, muži si je stahovali čelenkou a ženy zaplétaly do dvou copů. Pokud žena ovdověla, na znamení smutku si ustřihla copy. Boty nebo spíš jakési kožené ponožky často zhotovovali z kůže z nohou koně nebo lamy. Jejich oblíbeným sportem byl pozemní hokej, v mapučštině palín.

## Náboženství
Původním náboženstvím Mapučů je šamanismus. Šamany jsou většinou ženy a nazývají se machi. Při obřadech často obětují listy koky a domácí zvířata (ovce, lamy, koně), v minulosti byly zaznamenány i lidské oběti. Šamanky používaly při obřadech rewe, dřevěný sloup s vyřezanými stupni, s jehož pomocí znázorňovaly výstup do nebeských světů. Několik těchto žebříků se nachází ve sbírkách Náprstkova muzea v Praze. Používaly také rámové šamanské bubny, podobně jako šamani na Sibiři a v Severní Americe.
Nejvyšším z uctívaných božstev byl nebeský duch bouře a deště Pillan, důležitá byla i bohyně Měsíce Kueyen. Mimoto věřili ve velké množství dobrých duchů - ochránců Ngen a zlých démonů Wekufe, kteří způsobovali nemoci. Mezi démony patřil i Anchimallen, očarované dítě sloužící zlému čaroději (do jisté míry obdoba haitské zombie), Huallepen, vodní strašidlo, způsobující porody zdeformovaných dětí a Peuchen. okřídlený had sající krev lidem a domácím zvířatům. Všechny tyto zlé duchy měly za úkol zažehnávat šamanky machi.